# Campana de la Libertad (Portland)
La Campana de la Libertad (en inglés Liberty Belly) se refiere a las réplicas situadas en Portland, de la Campana de la Libertad original de Filadélfia. La primera réplica, comprada en 1962, fue instalada en la rotonda de la Cámara Municipal de Portland en 1964. El 21 de noviembre de 1970 fue destruida por una explosión que también causó daños en el ala este del pórtico del ayuntamiento. La segunda réplica fue instalada en 1972 gracias a donativos de los ciudadanos de Portland y entidades privadas. Esta segunda réplica fue realizada por la fundición de McShane Bell, en Baltimore, y expuesta el 6 de noviembre de 1975. La campana fue nombrada como monumento de los veteranos del estado por el Departamento de Asuntos de Veteranos de Oregón.

## Historia
Portland tuvo dos réplicas de la Campana de la Libertad, original de Filadelfia. La primera fue comprada en junio de 1962 por ocho mil dólares, llegando a Portland con la base dañada y con la viga desplazado de los soportes. Fue reparada antes de desfilar por la ciudad en su carroza. Una vez llegó a su destino, fue guardada en un depósito hasta el Día de la Independencia. La campana fue expuesta al público por primera vez durante la celebración de la festividad e instalada en la rotonda de la Cámara Municipal el 5 de mayo de 1964.
El 21 de noviembre de 1970, una bomba de dinamita explotó sobre la campana, dañando algunas columnas del pórtico del Ayuntamiento de Portland, rompiendo ventanas y destrozando por completo la escultura. No hubo heridos, pero los destrozos de la campana se esparcieron por todo el lugar. El incidente continúa sin solución, nadie reivindicó la autoría o fue procesado por la explosión. En 1993, el periódico The Oregonian categorizó el crimen como "salvaje" y abordó las especulaciones sobre el atentado: "Algunos culpan los terroristas de izquierda o derechista, dependiendo de las convicciones políticas de los acusadores. Otros dicen que fue una broma de mal gusto monumental que escapó de su control."
La segunda réplica de la campana se encuentra en el pórtico este del Ayuntamiento, cerca de la intersección de las calles Southwest Fourth y Madison, frente a la Terry Schrunk Plaza. Las donaciones privadas por un total de 8,000 dólares permitieron comprar una campana nueva por 6,000 dólares. Fue instalada nuevamente poco después de la explosión. Fue realizada por la McShane Bell Foundry, en Baltimore, con una garantía de 25 años contra daños y perjuicios. La réplica fue instalada el 6 de noviembre de 1975.

## Descripción

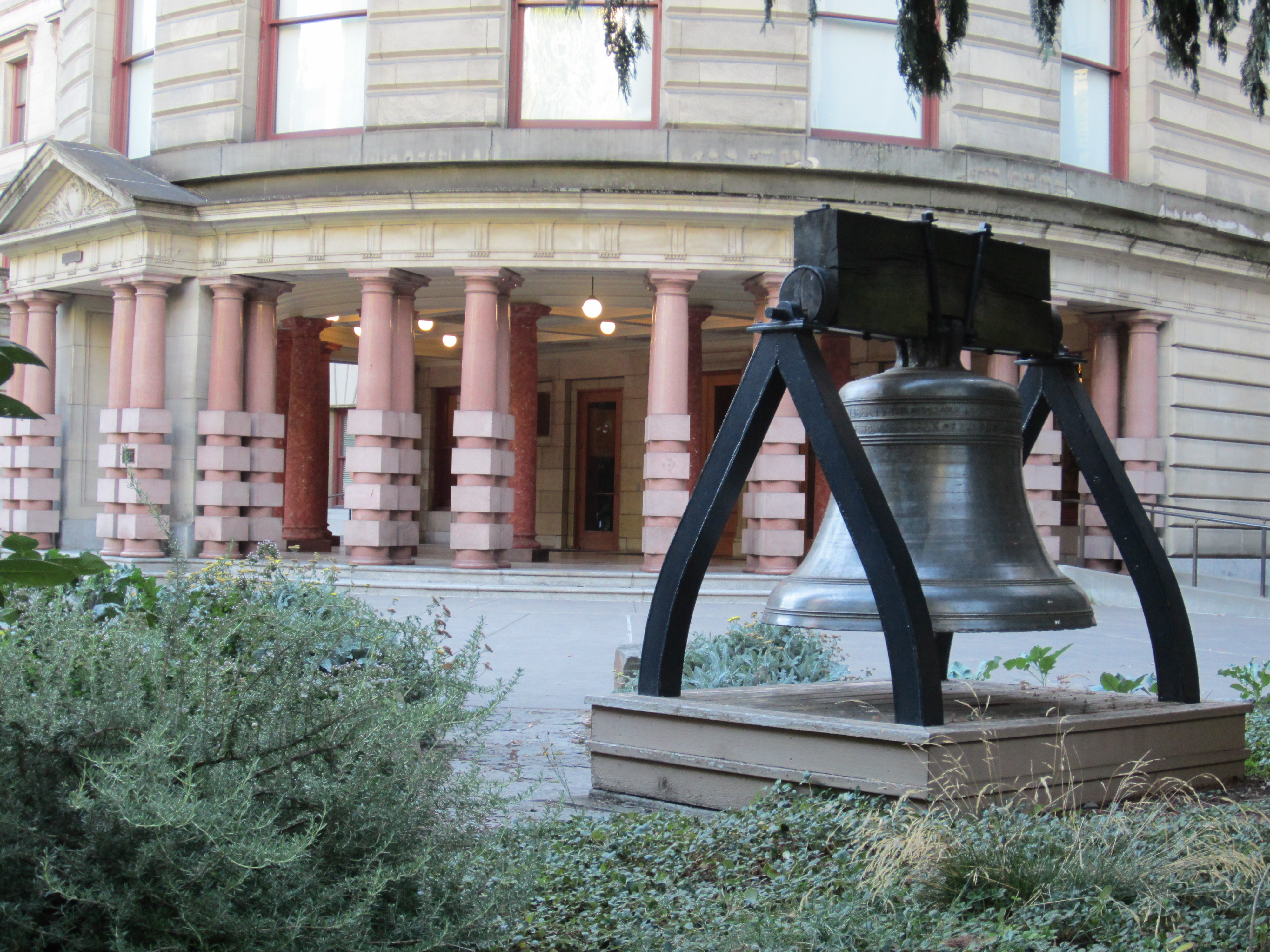
La campana de la libertad, situada en el pórtico este del Ayuntamiento de Portland

La escultura de 1 tonelada está realizada con en metal y aleación de mena de cobre en un 16%. Mide aproximadamente 1,7 m de alto por 1,6 m de ancho y 1,7 m de diámetro. Está unida a una viga horizontal de madera soportada por dos asas en forma de V. La base está hecha de ladrillo, metal (acero) y madera (cubierta de caoba) que mide aproximadamente 0,33 × 1,93 × 1,38 metros. El lado oeste muestra la inscripción Pass and Stow / Philada / MDCCLIII. En la inscripción a lo largo de la parte superior de la campana se puede leer: PROCLAIM LIBERTY THROUGHOUT ALL THE LAND UNTO ALL THE INHABITANTS THEREOF LEV. XX VVX. / BY ORDER OF THE ASSEMBLY OF THE PROVINCE OF PENNSYLVANIA FOR THE STATE HOUSE IN PHILADA. La marca del fundador también aparece. El Instituto Smithsoniano clasifica esta escultura como una alegoría a la libertad.